# ヨハン・カスパー・ショイヒツァー
ヨハン・カスパー・ショイヒツァー（Johann Caspar Scheuchzer FRS、名はHans Kaspar、John Gasper Scheuchzerとも、1702年1月26日 - 1729年4月21日）は、スイス生まれの博物学者、医師、日本研究家である。ハンス・スローンが購入したエンゲルベルト・ケンペルの『日本誌』を英語に翻訳、編集して出版した。

## 略歴

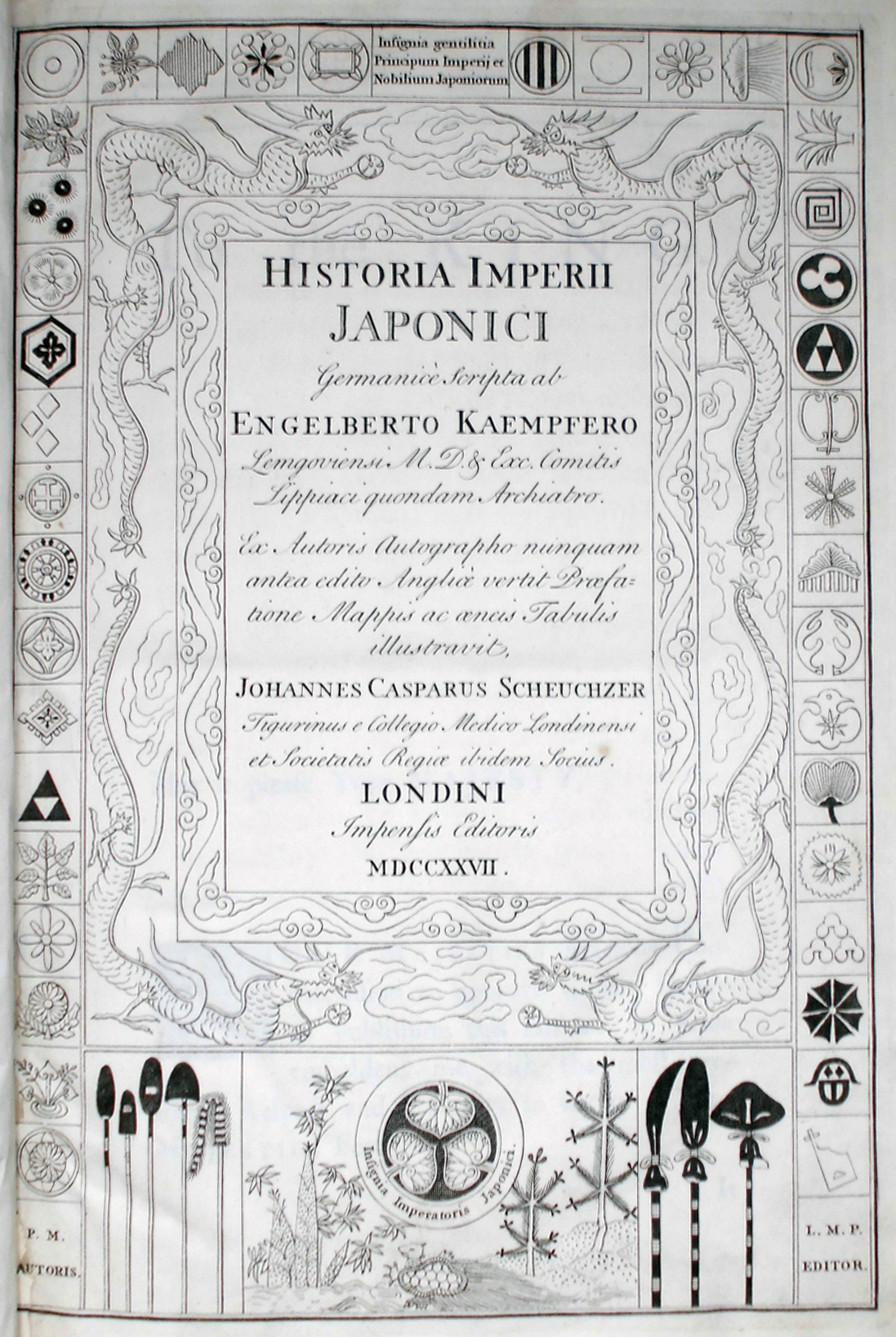
1727年の『日本誌』英語版の表紙

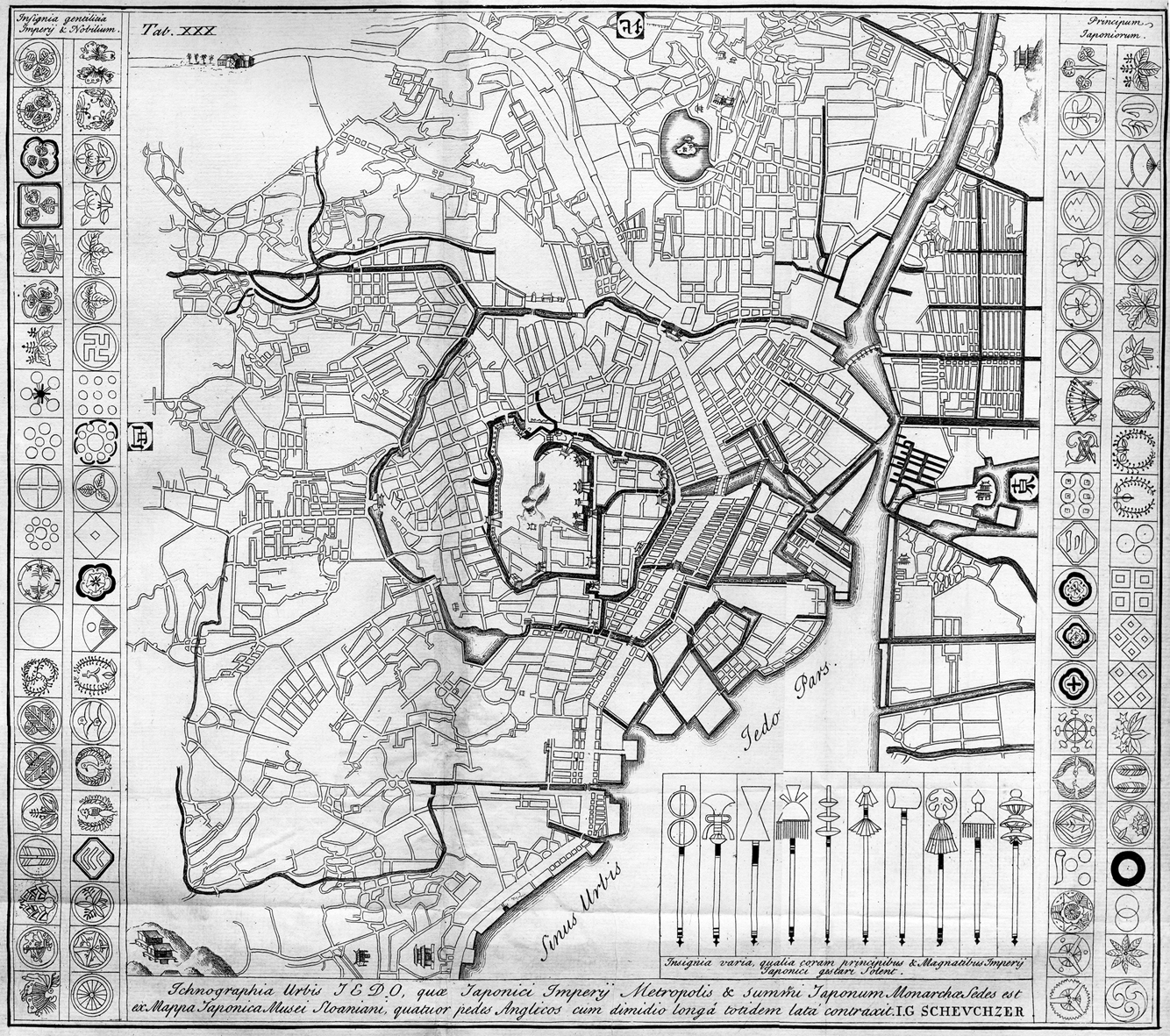
1727年の『日本誌』英語版に含まれた江戸の地図

チューリッヒに生まれた。父親は有名な博物学者でアルプスや化石の研究などで知られるヨハン・ヤーコブ・ショイヒツァーであり、ヨハン・カスパーは多くの博物学者の中で育った。父親は1703年11月に王立協会フェローに選出され、1724年5月7日にはヨハンも選出されている。
1722年にチューリッヒ大学を卒業した後、イギリスに渡り、博物学者ハンス・スローンのもとで文書の整理をする仕事を行った。1725年3月22日に王立内科医学会から開業資格免許を取得、1728年にはケンブリッジ大学よりM.D.の学位を授与された。山の高さ測定法について『フィロソフィカル・トランザクションズ』に記事を発表したことがあった。
ショイヒツァーはハンス・スローンの集めた文書の中からエンゲルベルト・ケンペルの『日本誌』を見つけ、それを英語に翻訳・編集したのち1727年にロンドンで出版した。1728年からスローンの手配によって王立協会で働き、外国人会員のための事務局助手（Assistant Secretary for Foreign Correspondence）として働いた。同年にジェームズ・ジュリンが種痘の効果に関する著作を取りやめると発表すると、ショイヒツァーはそれを引き継ぎ、1729年にAn account of the success of inoculating the small-pox in Great Britain for the years 1727 and 1728を出版した。この著作によれば、天然痘の死亡率は約6分の1で、種痘の死亡率や約50分の1だった。ショイヒツァーは毎年出版を続ける予定だったが、1729年4月10日にロンドンにあるスローンの自宅で没した。
ショイヒツァーの翻訳によるケンペルの『日本誌』の英語版は、スローンがケンペルの遺産とともに買い取った、未完の原稿をショイヒツァーが翻訳、他の文献等で編集したもので、2年後にオランダ語やフランス語へ翻訳され、18世紀のヨーロッパ知識人たちの日本観を決定づけるものとなった。1777年に新たに発見された原稿をもとにドイツ語版が出版されることになる。

## 著作
- Theses de diluvio publico & placido eruditorum examini subjicient Præses Johannes Jacobus Scheuchzerus Med. Doct. Math. Prof. [...] atque Joh. Casparus Scheuchzerus, J.J.F. [...] author et respondens. MDCCXXII [...] Tiguri, Ex Typographeo Bodmeriano.
- John Gasper Scheuchzer: An account of the success of inoculating the small-pox in Great Britain, for the years 1727 and 1728. With a comparison between the mortality of the natural small-pox, and the miscarriages in that practice; as also some general remarks onits progress and success, since its first introduction. To which are subjoined, I. An account of the success of inoculation in foreign parts. II. A relation of the like method of giving the small-pox, as it is practised in the kingdoms of Tunis, Tripoli, and Algier. London, J. Peele, 1729.

## 関連図書
- Georg von Wyß (1892). "Scheuchzer, Johann Jacob". Allgemeine Deutsche Biographie (ドイツ語). Vol. 34. Leipzig: Duncker & Humblot. pp. 710–715.